# Silinae
Silinae es una subfamilia de coleópteros polífagos, perteneciente familia Cantharidae.

## Tribus
Está dividida en dos tribus principales:
- Silini
- Tytthonyxini.

## Lista de géneros

### Silini
- Discodon
- Ditemnus
- Plectonotum
- Podosilis
- Polemius
- Silis

### Tytthonyxini
- Tytthonyx

## Localización
Los integrantes de esta subfamilia de coleópteros se localizan en Europa.